# Старий Крим
Стари́й Крим або Ескі́-Кири́м (крим. Eski Qırım) — місто в Україні, в Феодосійському районі Автономної Республіки Крим. Історично було відоме під назвами Солхат (італ. Solcati) та Кирим (крим. Qırım).
Розташоване в північно-східній частині Кримських гір. Старий Крим уперше згадується на початку І тисячоліття як таврське м. Карія, з кінця І тисячоліття — Сурхат; з XIII до поч. XV ст. — Солхат (дещо пізніше — Керим) — резиденція намісника золотоординського хана і важливий транзитний пункт торгівлі. Пізніше, по створенні Кримського ханства, втратив своє значення і став називатися Ескі Крим (Старий Крим).

## Клімат
Клімат слабовираженним низькогірський (висота бл. 400 м). Знаходячись біля підніжжя г. Агармиш на висоті близько 400 м н. р. м., місто має сприятливі умови для лікувальння легеневих хвороб. Нагріваючись вдень, Агармиш створює до вечора висхідний повітряний потік, що в свою чергу призводить до того, що в Старий Крим надходить повітря з боку Чорного та Азовського морів, а також повітря зі степів Керченського півострова. Змішуючись з повітрям потужного лісового масиву Агармиш і прилеглих околиць морське повітря створює неповторний клімат східного краю кримських гір.

## Населення
Старий Крим — місто з найбільшою часткою кримськотатарського населення — 40,8 %.. Динаміка чисельності населення: 1805 рік — 114 осіб (89 кримських татар, 25 циган); 1926 рік — 4738 осіб (1897 росіян, 1183 болгар, 900 греків, 266 кримських татар, 175 українців, 84 євреї, 63 німці); 1939 рік — 5141 осіб; 1989 рік — 9196 осіб; 2001 рік — 9960 осіб; 2011 рік — 9446 осіб.

## Історія

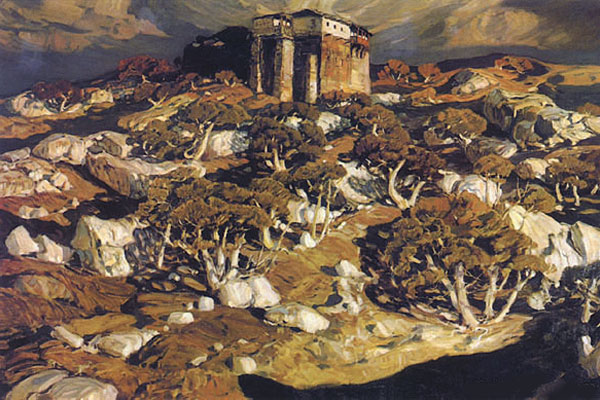
Старий Крим. Картина Костянтина Богаєвського

На місці сучасного Старого Криму на початку І тисячоліття згадується таврське місто Карія, хоча не всі дослідники згодні з цією локалізацією.
Старий Крим як місто виникає у XIII століття, до поч. XV століття відомий як Солхат (дещо пізніше — Кирим) — резиденція намісника золотоординського хана і важливий транзитний пункт торгівлі. Пізніше, по створенні Кримського ханства, втратив своє значення і став називатися Ескі-Кирим (Старий Крим).
У 1783 році разом з усім Кримом анексований Російською імперією. Григорій Потьомкін планував перетворити місто на адміністративний центр півострова і навіть вигадав для нього нову назву — Сімферополь, проте зрештою центр (разом із назвою) вирішили перенести до Акмесджита, натомість Старий Крим перейменували на Левкополь (від грец. Λευκόπολις) — так, як спочатку планували назвати Акмесджит. Створений одночасно Левкопольський повіт в 1787 році став Феодосійським, а Левкополь отримав статус позаштатного міста Феодосійського повіту Таврійської губернії (який зберігав до 1917 року). Назва Левкополь зрештою теж не прижилася і за правління Павла I місту повернули зросійщену назву Старий Крим.
1875 року для міста було створено проєкт герба: на чорному щиті золота голова дракона з червоними очима та язиком; у вільному куті щита герб Таврійської губернії. Проєкт дістав попереднє схвалення Департаменту герольдії Сенату, однак остаточного затвердження не дістав.

### Національний склад
Розподіл населення за національністю за даними перепису 2001 року:
| Національність  | Відсоток |
| --------------- | -------- |
| росіяни         | 53,79 %  |
| кримські татари | 29,17 %  |
| українці        | 10,22 %  |
| білоруси        | 0,64 %   |
| вірмени         | 0.23 %   |
| азербайджанці   | 0,14 %   |
| поляки          | 0,11 %   |
| інші/не вказали | 5,70 %   |

### Мовний склад
Рідна мова населення за даними перепису 2001 року:
| Мова              | Чисельність, осіб | Доля    |
| ----------------- | ----------------- | ------- |
| Російська         | 6 185             | 62,10 % |
| Кримськотатарська | 2 572             | 25,82 % |
| Українська        | 522               | 5,24 %  |
| Грецька           | 49                | 0,49 %  |
| Білоруська        | 21                | 0,21 %  |
| Вірменська        | 11                | 0,11 %  |
| Болгарська        | 8                 | 0,08 %  |
| Румунська         | 6                 | 0,06 %  |
| Німецька          | 4                 | 0,04 %  |
| Інші/Не вказали   | 582               | 5,85 %  |
| Разом             | 9 960             | 100 %   |

## Пам'ятки
У Старому Криму збереглися пам'ятки старовинної архітектури середньовіччя: мечеть хана Узбека (45°02′2″ пн. ш. 35°06′1″ сх. д. / 45.03389° пн. ш. 35.10028° сх. д.) з розташованими поруч руїнами медресе, вірменський монастир Сурб-Хач (45°0′34″ пн. ш. 35°3′53″ сх. д. / 45.00944° пн. ш. 35.06472° сх. д.), руїни мечетей Бейбарса (найстарішої в Криму) та Куршум-Джамі, караван-сараю та церкви Іоанна Хрестителя. В 6 км на південь від міста Старий Крим і в 3 км від монастиря Сурб-Хач знаходиться колишній вірменьський монастир Сурб Степанос. У місті розташований будинок-музей Олександра Гріна (45°1′41″ пн. ш. 35°5′21″ сх. д. / 45.02806° пн. ш. 35.08917° сх. д.), Костянтина Паустовського, музей етнографії кримських татар, літературно-художній музей.
- На північному заході від міста — гірський масив Агармиш (722,5 м н. р. м.);
- На півдні — хребет Туар-Алан (748,2 м н. р. м.);
- На сході — курган Кара-Оба (333,9 м н. р. м.).

## Релігія
Мечеть хана Узбека
Мечеть Зубейр-Джамі

## Відомі люди
- Євсюков Олександр Євгенович (1978—2015) — старший солдат Збройних сил України, учасник російсько-української війни.
- Скорий Сергій Анатолійович (* 1949) — український археолог.

## Галерея

Мечеть хана Узбека, початок 14 ст.
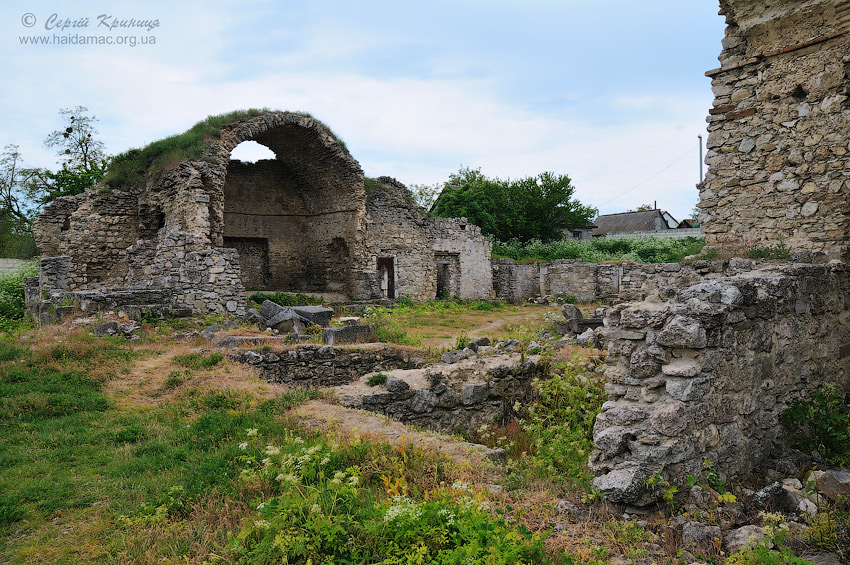
Руїни медресе, кінець 14 ст.
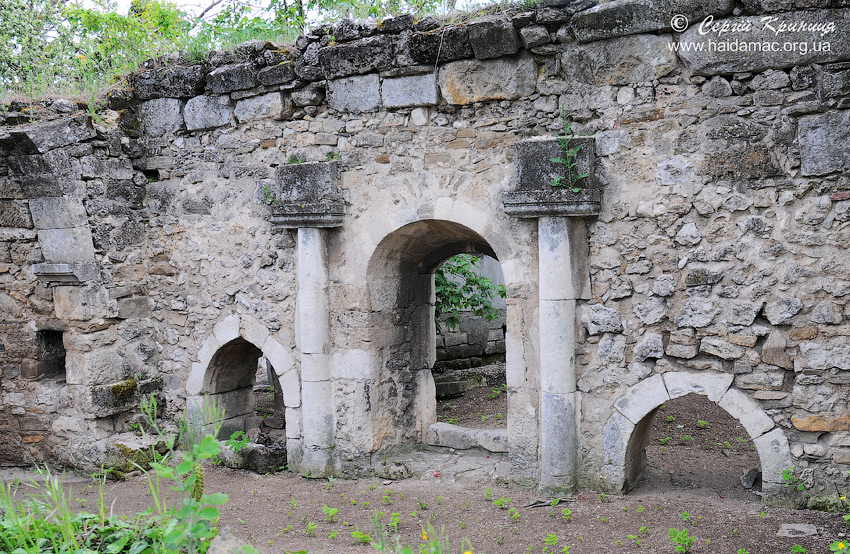
Руїни візантійської церкви Іоанна Хрестителя, 14 ст.
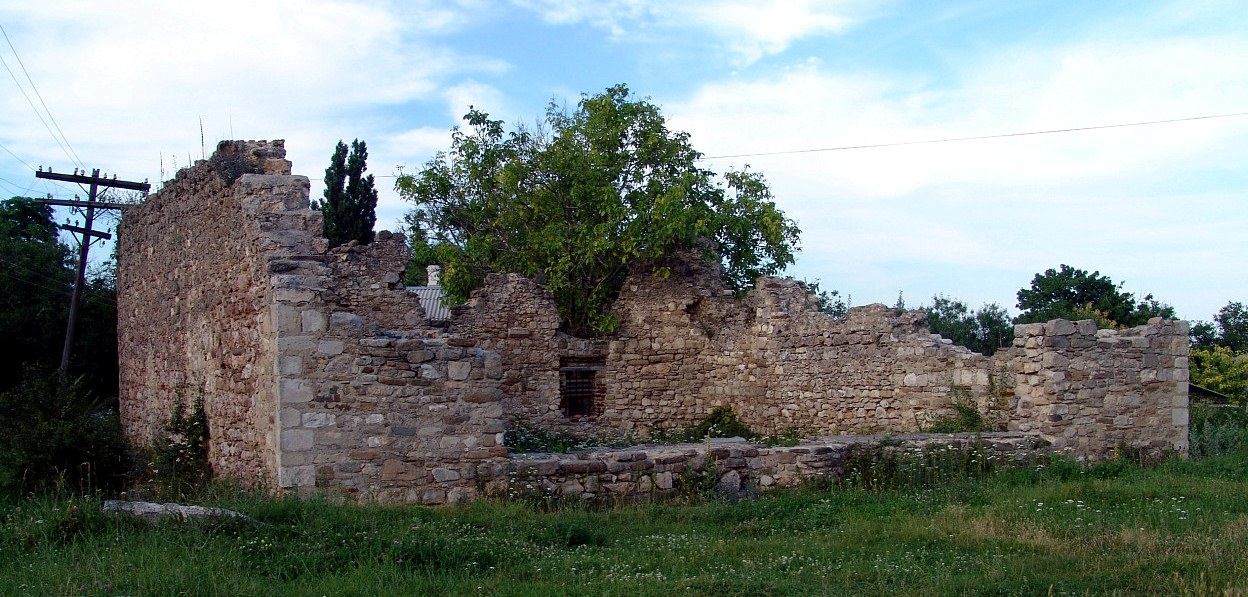
Руїни мечеті Бейбарса, найдавнішої мечеті в Криму
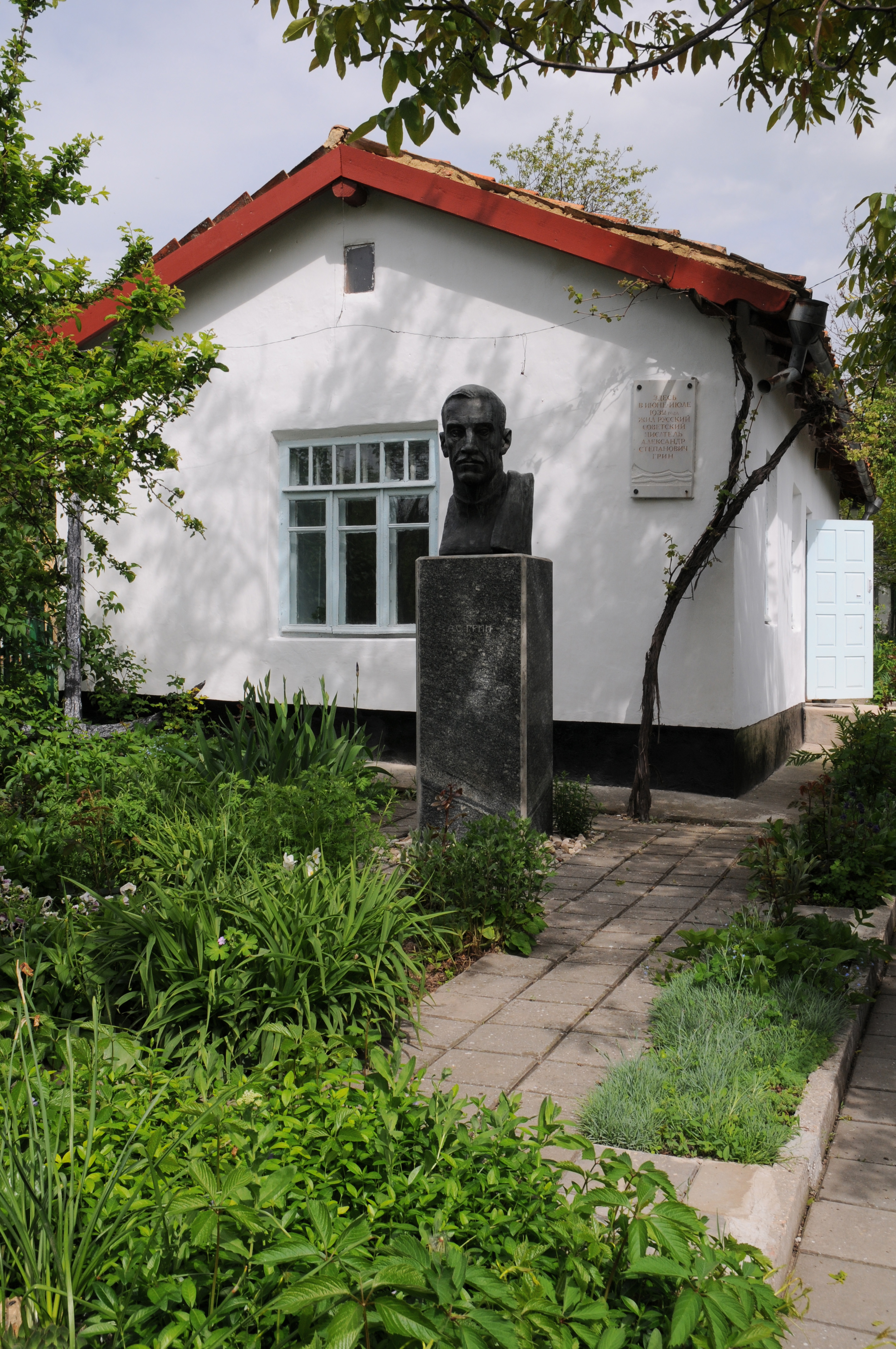
Музей О.Гріна
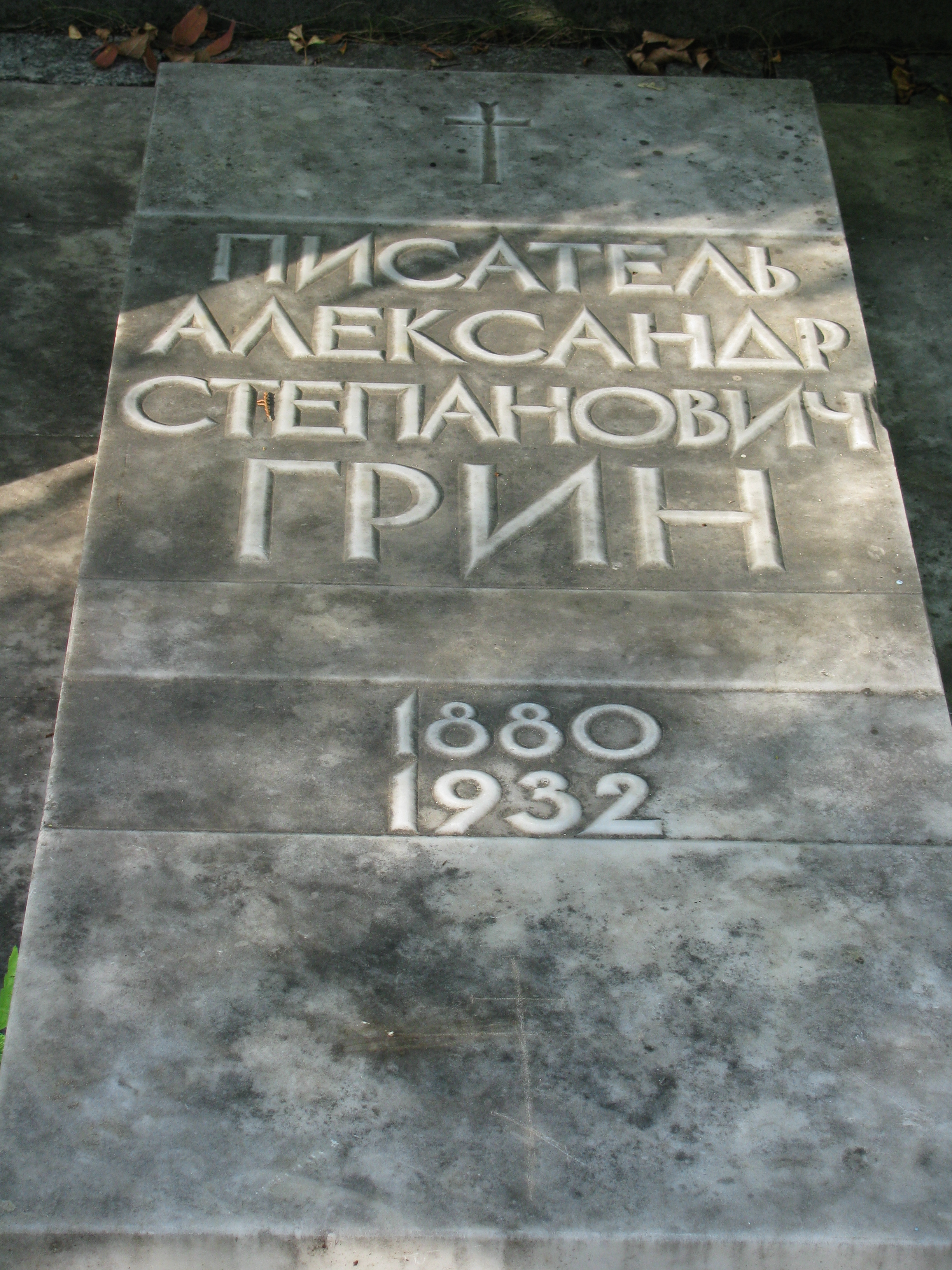
Могила О.С.Гріна
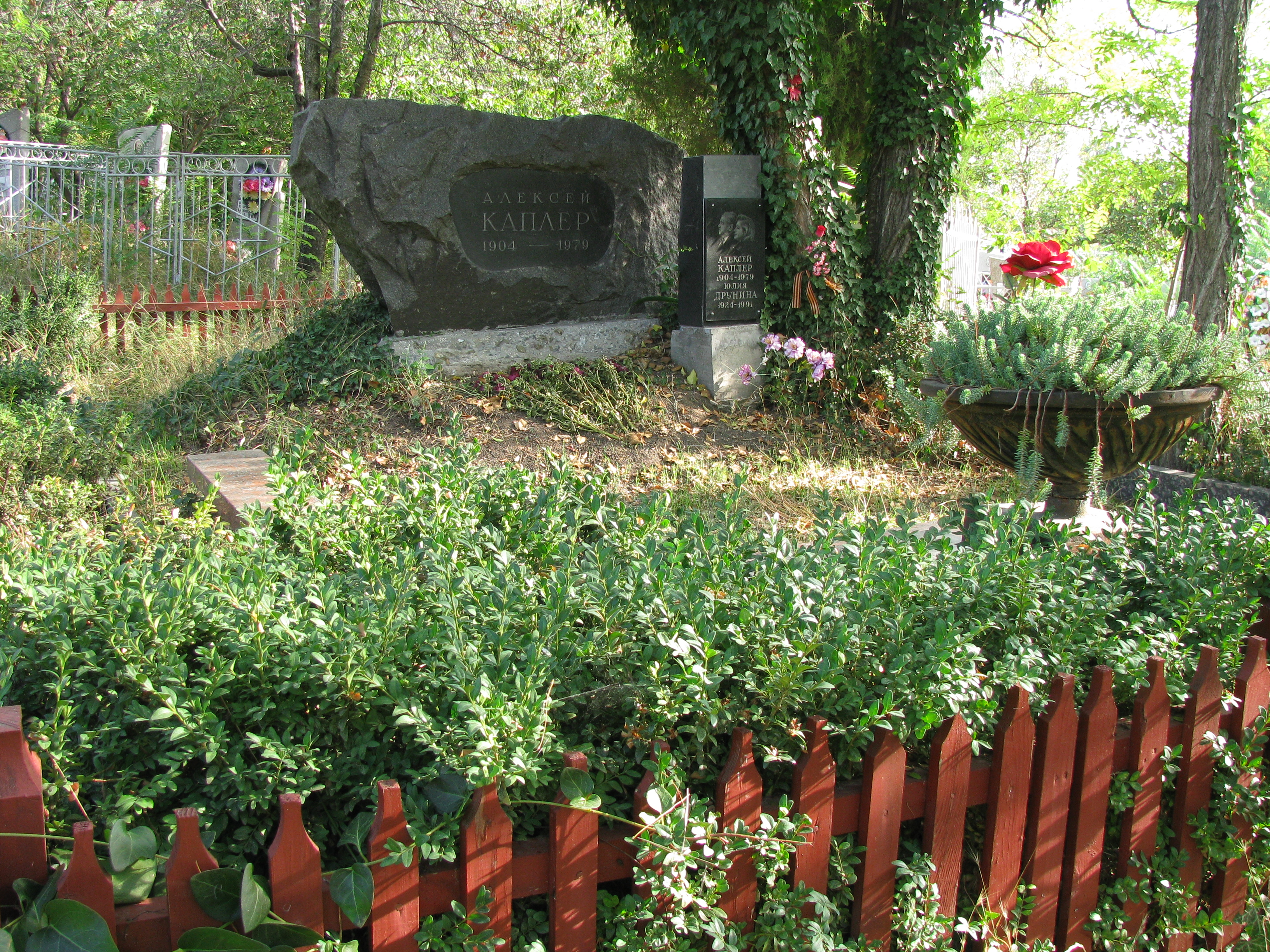
Могила О.Я.Каплера і Ю.В.Друніної
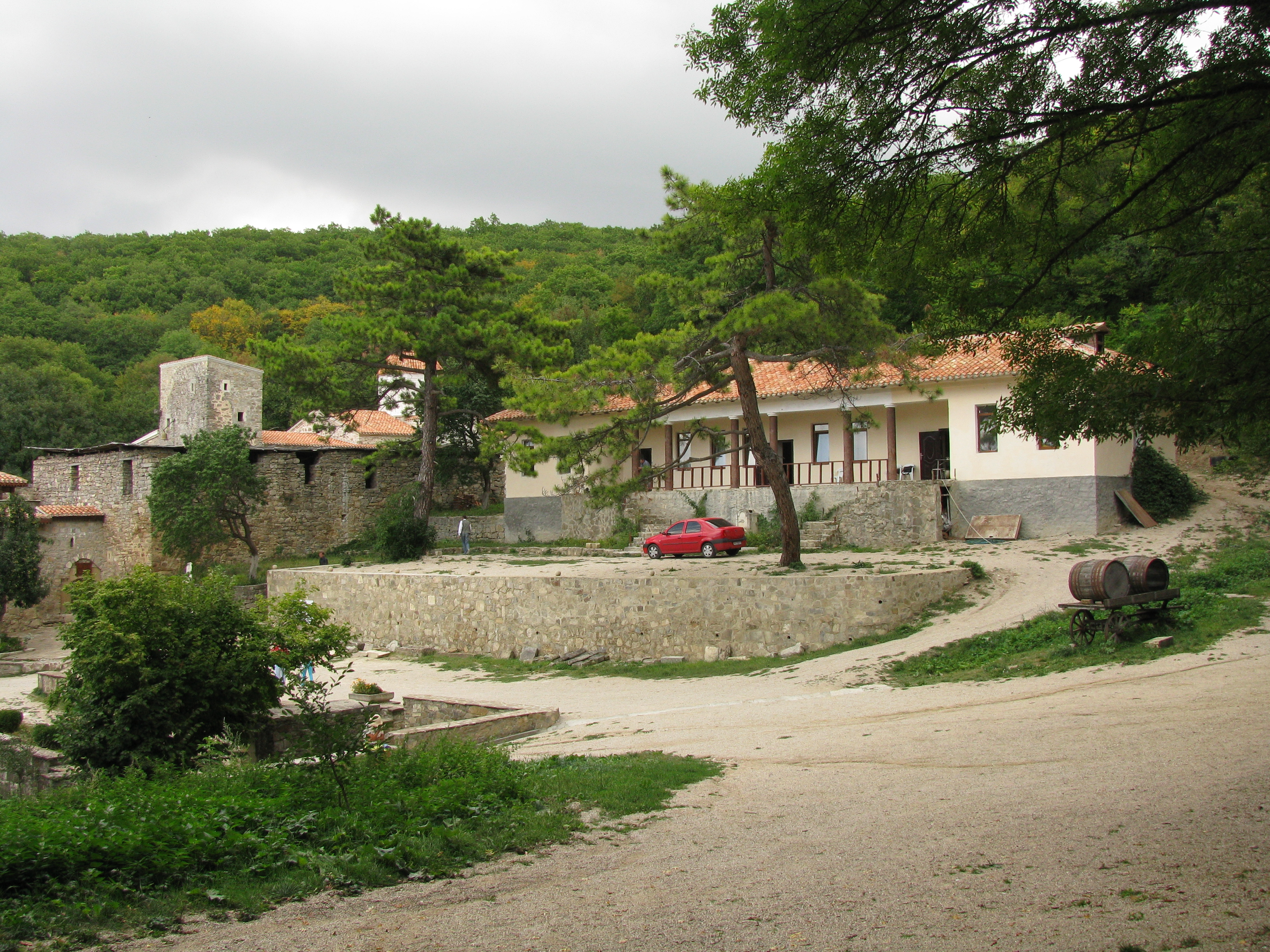
Комплекс монастиря Сурб-Хач
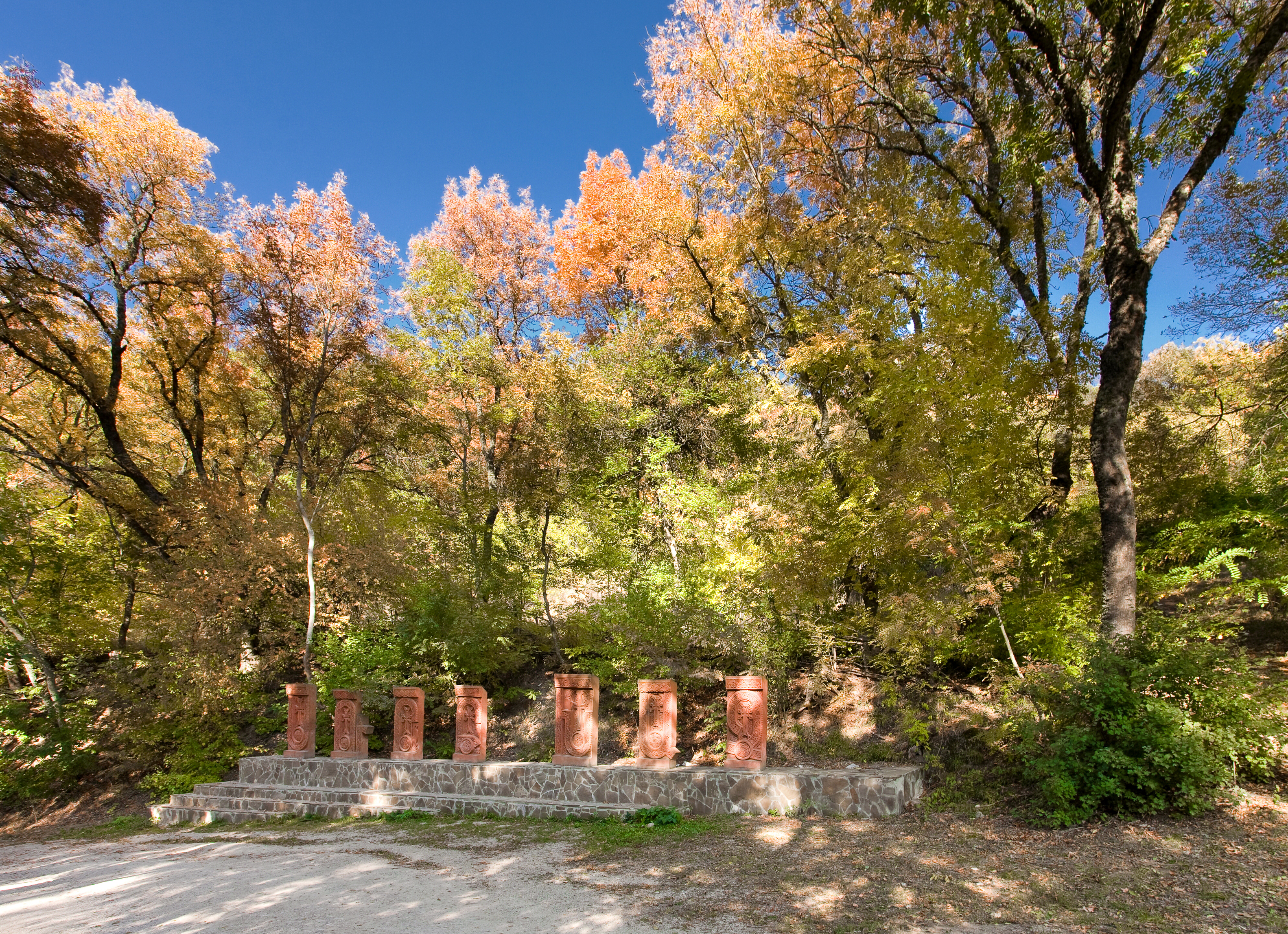
Комплекс монастиря Сурб-Хач
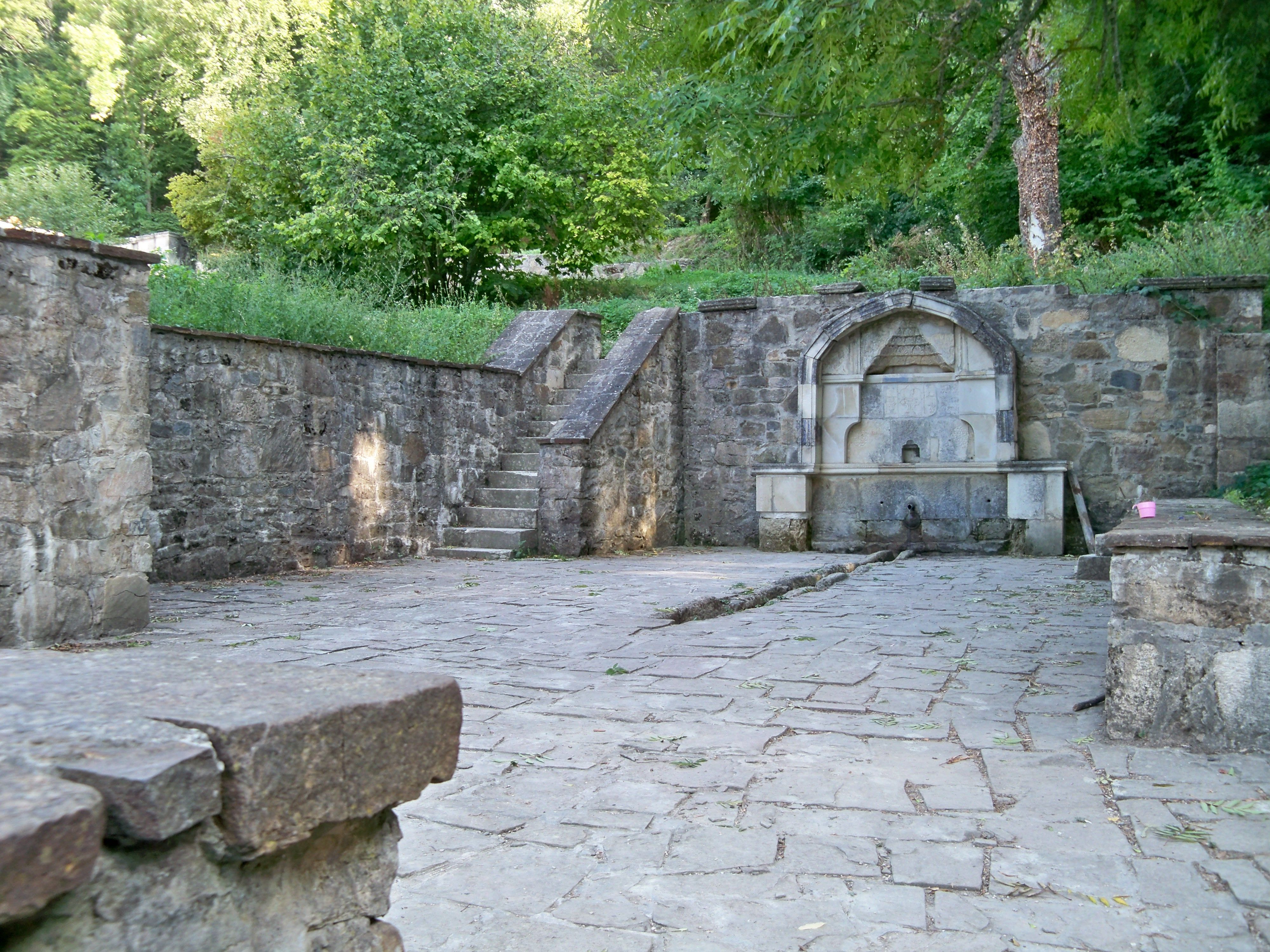
Фонтани монастиря Сурб-Хач
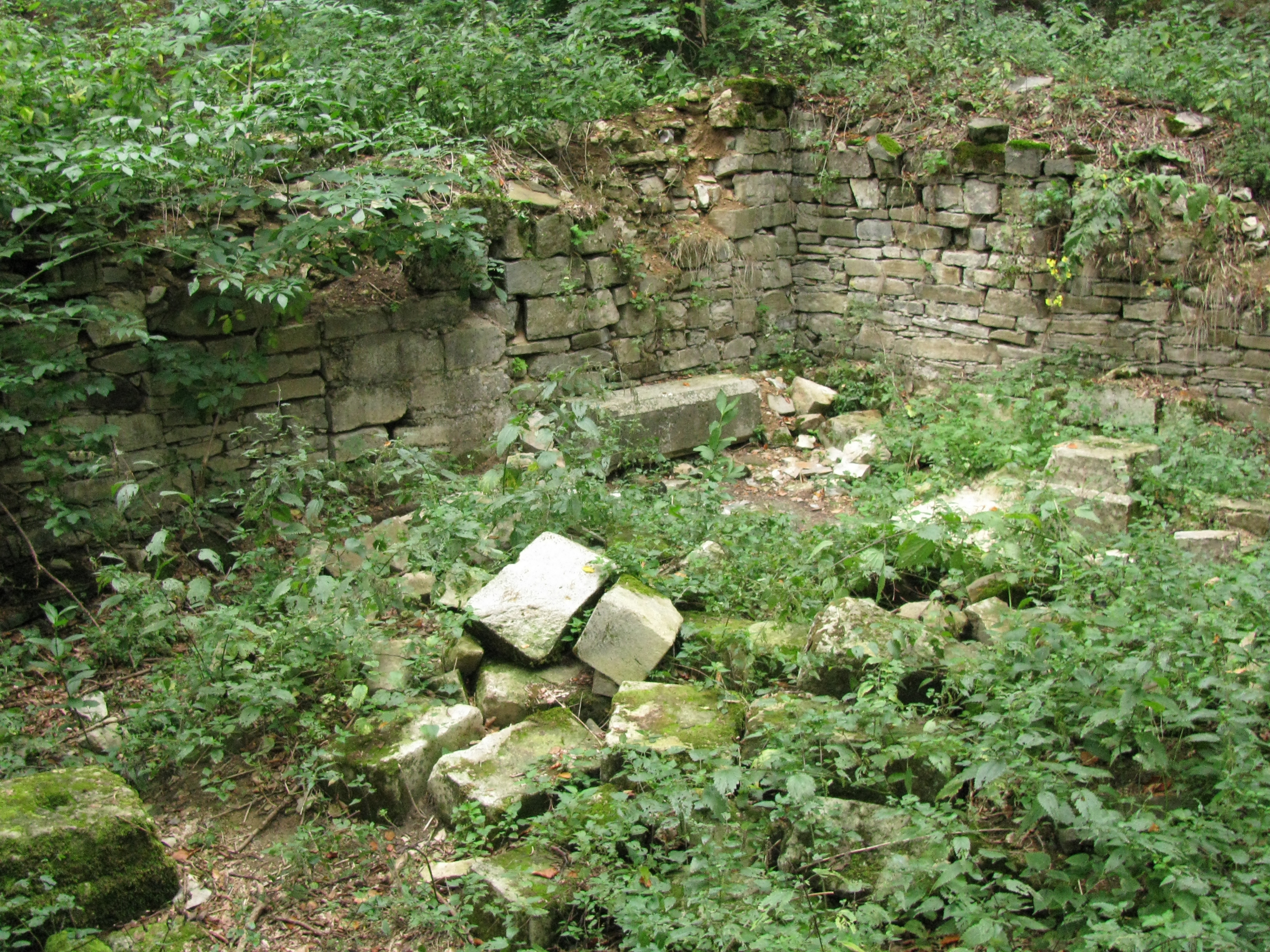
Колишній монастир Сурб-Стефанос (Георгіївський монастир) (руїни)
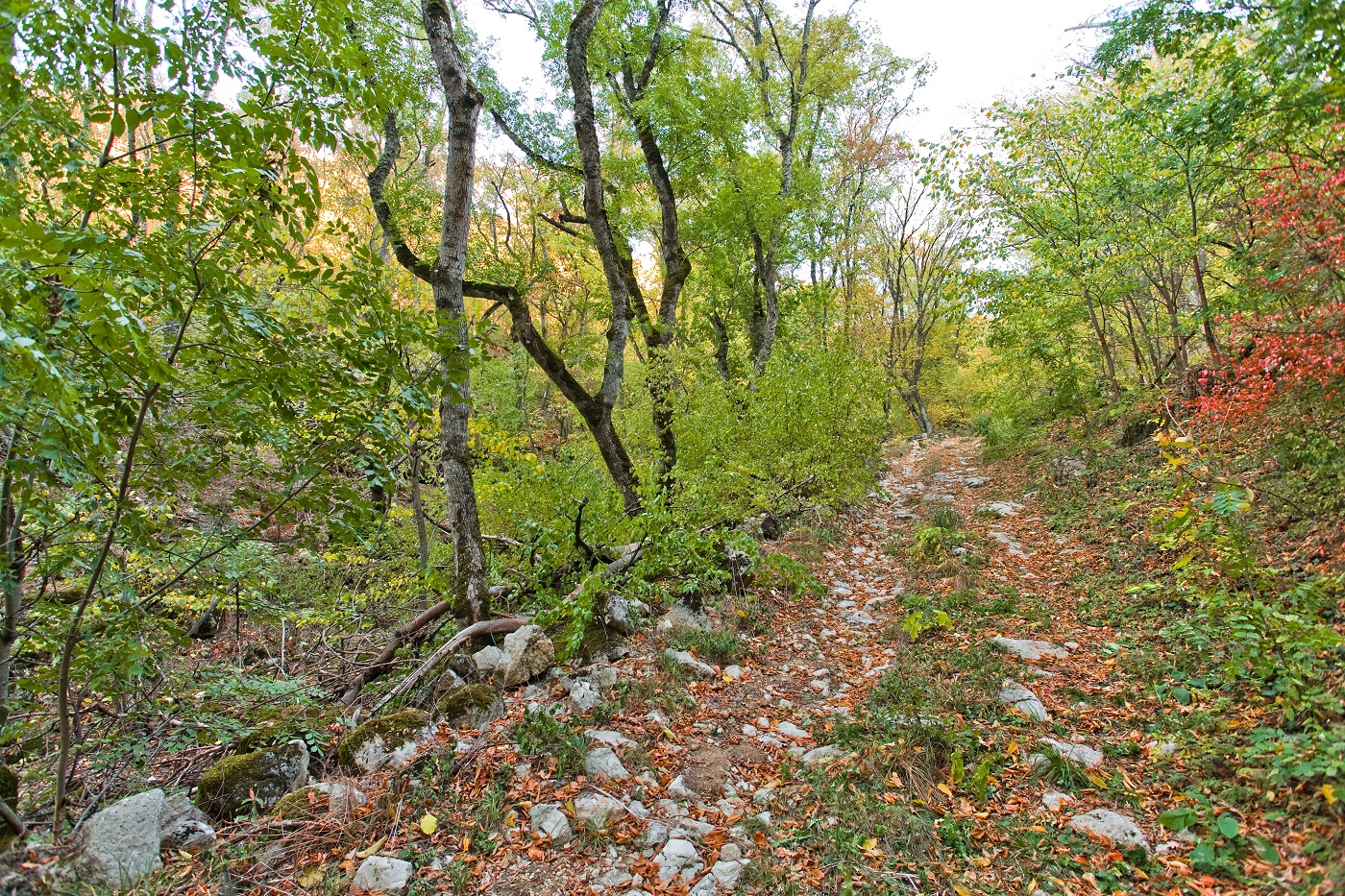
Агармишський ліс
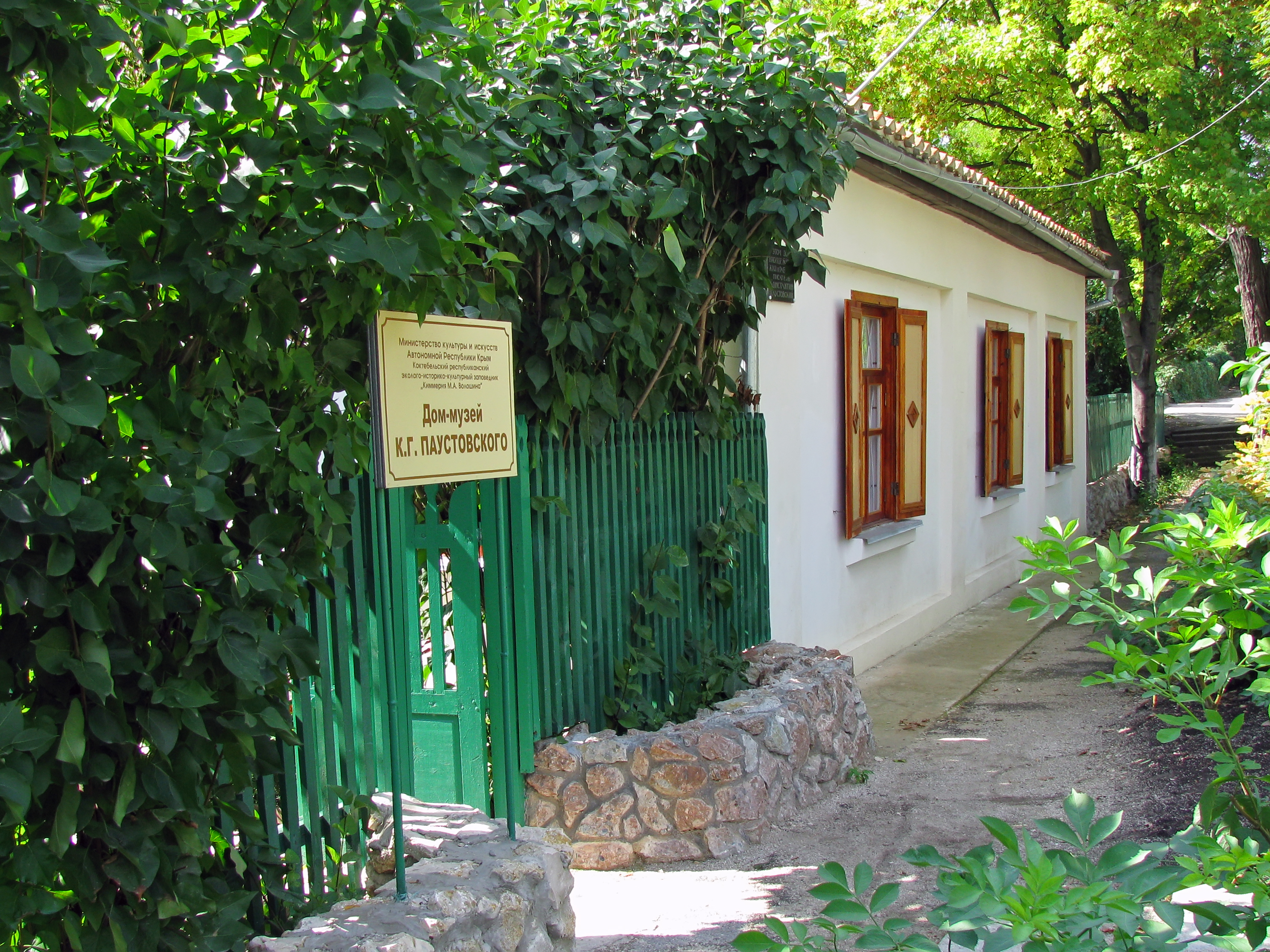
Музей К.Паустовського

## Виноски
1. ↑  Статистичний збірник «Чисельність наявного населення України» на 1 січня 2015 року (PDF, XLS)
2. ↑  http://tyzhden.ua/Publication/3334
3. ↑  Олексій Мустафін. Вигадані міста Причорномор'я. Краплені карти Російської імперії. Еспресо. 2022-08-18.
4. ↑  Національний склад міст України за переписом 2001 року — datatowel.in.ua
5. ↑  Рідні мови в об'єднаних територіальних громадах України — Український центр суспільних даних

## Додаткова література
- стаття Старий Крим — Інформаційно-пізнавальний портал | Кримська область у складі УРСР (На основі матеріалів енциклопедичного видання про історію міст та сіл України, том — Історія міст і сіл Української РСР. Кримська область. — К.: Головна редакція УРЕ АН УРСР, 1970. — 992 с.)
- Енциклопедія українознавства : Словникова частина : [в 11 т.] / Наукове товариство імені Шевченка ; гол. ред. проф., д-р Володимир Кубійович. — Париж — Нью-Йорк : Молоде життя, 1955—1995. — ISBN 5-7707-4049-3.
- Байцар Андрій . Крим. Нариси історичної, природничої і суспільної географії: навч. посіб. / А. Л. Байцар; Львів. нац. ун-т імені І. Франка. — Львів. : Видавничий центр ЛНУ ім. Івана Франка, 2007. — 224 с.
- Жарких М. І. Старий Крим // Енциклопедія історії України : у 10 т. / редкол.: В. А. Смолій (голова) та ін. ; Інститут історії України НАН України. — К. : Наукова думка, 2012. — Т. 9 : Прил — С. — С. 808. — ISBN 978-966-00-1290-5.
- Крым Старый // Энциклопедический словарь Брокгауза и Ефрона : в 86 т. (82 т. и 4 доп. т.). — СПб., 1890—1907. (рос. дореф.)
- Домбровский О. И.,Сидоренко В. А. Солхат и Сурб-Хач. Симферополь, 1978.
- Горный Крым. Атлас туриста / ГНПП «Картографія», Укргеодезкартографія ; ред.: Д. И. Тихомиров, Д. В. Исаев, геоинформ. подгот. Е. А. Стахова. — К. : ДНВП «Картографія», 2010. — 112 с.

| Україна | Це незавершена стаття з географії України. Ви можете допомогти проєкту, виправивши або дописавши її. |